# Гусятников, Александр Михайлович
Александр Михайлович Гусятников (род. 5 октября 1950, Оренбург, РСФСР, СССР) — советский и российский спортсмен-велогонщик, Заслуженный мастер спорта СССР, Заслуженный тренер СССР и России. Президент Общероссийской общественной организации «Федерация велосипедного спорта России».

## Биография
Окончил Смоленский государственный институт физической культуры.
Является победителем в личном зачёте гонок «Тур Ирландии» (1970), «Гранитная лента» (Франция, 1975), «Тур Соне Анура» (Франция, 1976), «Тур Болгарии» (1976), «Тур Югославии» (1977); многократным победителем международной многодневки «Велогонка Мира» (1972, 1975—1978) в командном зачёте. Был неоднократным победителем и призёром чемпионатов СССР по велогонкам в командной многодневке (в 1972, 1974 и 1976 годах) и групповой гонке в рамках VII летней Спартакиады народов СССР 1979 года.
В течение многих лет работал также и в качестве тренера. Под его руководством проходили спортивную подготовку велосипедисты Д. Конышев (чемпион СССР и двукратный чемпион России в групповой гонке), А. Саитов (трёхкратный чемпион СССР в командной гонке на время), Е. Берзин, В. Бобрик, П. Тонков и другие советские и российские спортсмены. В 1985—1988 гг. занимал должность главного тренера сборной команды СССР. С 1988 по 2000 год являлся спортивным директором профессиональных команд России по велоспорту.
В 2006 году был удостоен Ордена Дружбы. Был президентом Федерации велосипедного спорта России с 2000 по 2008 год. Являлся членом руководящего комитета Международного союза велосипедистов (UCI). Ныне является членом Олимпийского комитета России. Также занимает пост вице-президента Европейского велосипедного союза (UEC).